# Lézardrieux
Lézardrieux è un comune francese di 1 653 abitanti situato nel dipartimento delle Côtes-d'Armor nella regione della Bretagna.

## Società

### Evoluzione demografica
Abitanti censiti